# Seilerberg (Freiberg)
Seilerberg ist ein Stadtviertel im Stadtteil Freiberg-Süd der Großen Kreisstadt Freiberg im Landkreis Mittelsachsen (Freistaat Sachsen).

## Geografie

### Lage
Das Stadtviertel Seilerberg liegt im Südrand der Stadt Freiberg. Es wird im Westen von der „Brander Straße“ (Bundesstraße 101), im Norden von der „Käthe-Kollwitz-Straße“ und im Osten von der „Berthelsdorfer Straße“ begrenzt.

### Nachbarorte
|                                                             | Freiberg, Stadtteil Freiberg-Süd (Stadtviertel Hinter dem Bahnhof) |                                                                  |
| Freiberg, Stadtteil Freiberg-West (Stadtviertel Wasserberg) | Kompassrose, die auf Nachbargemeinden zeigt                        | Freiberg, Stadtteil Freiberg-Süd (Stadtviertel Silberhofviertel) |
|                                                             | Freiberg, Stadtteil Zug                                            |                                                                  |

## Geschichte
Auf dem Seilerberg am südlichen Stadtrand von Freiberg entstanden die ersten Häuser zu Beginn 1930 im Stil einer Gartenstadt. Ab 1935 wurde ein geschlossenes Siedlungsgebiet nach Vorbildern einer Dorfsiedlung angelegt, mehrere Straßenverläufe verjüngten sich zu einem zentralen „Dorfanger“. Diese Anlage erhielt 1936 den Namen „Am Sonnenrad“, angelehnt an die mythische Herkunft des Hakenkreuzes. Am 19. Juni 1938 weihte Oberbürgermeister Hartenstein die Siedlung als „Martin Mutschmann-Siedlung“. Nach dem Zweiten Weltkrieg wurde die ursprüngliche Stadtplanung für das Gebiet teilweise übernommen. Die „Volkswohnungen“ an der Kurt-Eisner-Straße und am Franz-Mehring-Platz wurden von der städtischen Gebäudewirtschaft übernommen. Nach der Wende gingen diese Objekte in das Eigentum der Städtischen Wohnungsgesellschaft Freiberg/Sa. mbH (SWG) über. Eine Sanierung der Objekte am Franz-Mehring-Platz war wirtschaftlich nicht möglich. 2005–2010 erfolgte der Abriss, danach wurde die einzelnen Zellen des Areals an Häuslebauer verkauft.
Auf dem „Johannes R. Becher-Weg“, heute im Stadtviertel „Hinter dem Bahnhof“ gelegen, begann der genossenschaftliche Wohnungsbau im Jahr 1954. Eine ähnliche Bebauung findet sich heute im südlichen Teil und im Bereich der „Thomas-Mann-Straße“. Generell weist das Stadtviertel eine lockere Bebauung auf. Die „Karl-Günzel-Grundschule“ im südlichen Teil des Viertels erhielt im Jahr 2011 ein komplett neues Gebäude. Weiterhin gibt es im Viertel einen Naturkindergarten.